# Vargem (São Paulo)
Vargem is een gemeente in de Braziliaanse deelstaat São Paulo. De gemeente telt 7.098 inwoners (schatting 2009).

## Aangrenzende gemeenten
De gemeente grenst aan Bragança Paulista, Joanópolis, Pedra Bela, Piracaia en Extrema (MG).